# Pilsner Urquell
Pilsner Urquell (pronunție în germană [ˈpɪlznɐ ˈʔuːɐ̯ˌkvɛl]; cehă Plzeňský prazdroj, [ˈpl̩zɛɲskiː ˈprazdroj]) este o bere blondă a grupului japonez Asahi Breweries fabricată în Plzeň (nume german: Pilsen) în Republica Cehă.
Pilsner Urquell a fost prima bere blondă din lume (eng.: pale lager), având o alcoolizare moderată fiind fermentată la temperaturi joase. Popularitatea sa duce la copierea procedeului pe scară largă în Boemia și în afara ei; din numele orașului Pilsen derivând numele acestui tip de bere, în germană: pils, pilsner sau pilsener. Hameiul Saaz utilizat este un soi nobil de hamei care e un element cheie în profilul său de aromă, la fel ca și utilizarea apei mai puțin dure. Aproape toate Pilsner Urquell sunt vândute filtrate, dar cantități mici sunt disponibile în cantități limitate nefiltrate. Cea mai mare parte a berii este vândută în Republica Cehă, Slovacia, Germania și Coreea de Sud, dar este vândută și în China, Japonia, Marea Britanie, Canada, Statele Unite, Suedia, Ungaria și Austria.
În România este distribuit de Ursus Breweries, Ursus fiind din 2017 marcă a Asahi Breweries care a cumpărat de la SABMiller și alte mărci de bere de tradiție românești. În ultimii ani, versiunea nepasteurizată, „la butoiaș”, a berii a devenit din ce în ce mai disponibilă, dar uzual se poate cumpăra în cutii de aluminiu de 330 ml și 500 ml și sticle verzi sau maro.